# Thomas Quasthoff
Thomas Quasthoff, né le 9 novembre 1959  à Hildesheim, est un baryton-basse allemand, spécialiste des Lieder. Il enseigne depuis 2004 le chant à l'École supérieure de musique Hanns Eisler à Berlin.

## Biographie
Thomas Quasthoff est né avec d'importantes malformations dues à l'utilisation de thalidomide par sa mère pendant sa grossesse. Ses parents et son frère Michael, de deux ans son aîné, ne l'ont cependant bridé dans aucune activité et l'ont laissé participer à l'ensemble des tâches de la vie quotidienne. Son père discerne tôt le talent musical de son fils et doit vaincre de nombreuses résistances pour lui permettre de suivre un enseignement musical. L'École supérieure de musique et de théâtre de Hanovre le refusa car il ne pouvait pas jouer de piano en raison de son handicap. En 1972, alors âgé de 13 ans, il participa à l'émission de la NDR Kammermusik und Lied (« Musique de chambre et chants »), grâce aux relations de son père. Alors qu'il ne lui était accordé que cinq minutes, sa prestation dure une heure et demie. Il s'ouvre alors les portes pour sa formation de chanteur en devenant pour plusieurs années l'élève de la professeur de chant Charlotte Lehmann (de) à Hanovre. Il apprend l'histoire de la musique et la théorie musicale auprès d'Ernst Huber-Contwig.
Après avoir obtenu son Abitur, il étudie le droit pendant 6 semestres. Il abandonne alors des études qu'il n'aime pas pour travailler dans le marketing pendant six ans. En 1980, il devient animateur et speaker pour l'antenne hanovrienne de la NDR.
Le 26 février 1984, il fait ses grands débuts sur scène, encouragé par Manfred Ehrhorn, directeur musical du Studiochor de Brunswick. C'est dans l'église St.-Johannis de Brunswick qu'il commence sa carrière de basse dans Die letzten Dinge de Louis Spohr, accompagné par le Studiochor de Brunswick et l'Orchestre de la ville de Brunswick.
En 1987, il chante comme soliste dans la Missa Brevis en do majeur KV 257 de Mozart, accompagné par le Limburger Domsingknaben (Chœur de garçons de la cathédrale de Limburg an der Lahn).
En 1988, il est lauréat du Concours international de musique de l'ARD organisé à Munich dans sa tessiture de baryton
En 1996, il est nommé professeur de chant à l'Académie de musique de Detmold. Il y exercera jusqu'à son départ pour l'école supérieure de musique Hanns-Eisler à Berlin en 2004.
C'est également en 1996 qu'il remporte le prix Chostakovitch à Moscou et le prix Hamada Trust à Édimbourg.
En 1998, il foule pour la première fois la scène du Carnegie Hall de New York dans Des Knaben Wunderhorn de Gustav Mahler. Depuis lors, il s'est produit dans quasiment toutes les salles de concert du monde.
Au début, il s'est surtout spécialisé dans les prestations concertantes et les lieder. Sa performance dans le cycle de lieder Voyage d'hiver de Franz Schubert avec le pianiste Charles Spencer a ainsi été particulièrement remarquée. Il s'est par la suite attaqué au répertoire d'opéra, malgré son infirmité. En 2011, il est Méphistophélès dans La Damnation de Faust de Berlioz sous la direction de Bernard Haitink.
En janvier 2012, Thomas Quasthoff décide de tirer sa révérence, sa santé ne lui permettant plus de maintenir son art au niveau d’exigence qu’il s’était fixé. Si le baryton allemand quitte définitivement la scène, il n’en continuera pas moins de se consacrer au chant, notamment à la formation des jeunes artistes. Il garde également la direction de Das Lied, le concours qu’il a lui-même fondé en 2009.
Depuis 2003, Thomas Quasthoff parraine la fondation Kinder von Tschernobyl (« Les enfants de Tchernobyl ») dans le Land de Basse-Saxe.
En 2004, il a écrit son autobiographie Die Stimme (La Voix) en collaboration avec son frère Michael. Cet ouvrage a été suivi en 2006 par Der Bariton.
En 2006, il a sorti son premier album de jazz avec Till Brönner, Alan Broadbent, Peter Erskine, Dieter Ilg et Chuck Loeb. Il a été suivi par un second opus sorti en 2007 : The Jazzalbum - Watch what happens.
En 2007 (29 juillet), il participe au festival de Verbier avec Hélène Grimaud. Il obtient le prix Brahms attribué par le Brahms-Gesellschaft Schleswig-Holstein.
En 2018 (26 au 28 janvier), il donne un MasterClass aux élèves de Master en chant, orientation soliste, à la HEMU, site de Fribourg.

## Discographie
- 2023 : The Lost Tapes - Hugo Wolf: Orchestral Songs

- 2020 : Aus der Neuen Welt. SWR Young CLASSIX

- 2020 : Rhapsody in Blue. SWR Young CLASSIX

- 2018 : Italienische Sinfonie. SWR Young CLASSIX

- 2018 : Nice 'N' Easy

- 2014 : Mein Weihnachten - Gedichte & Songs

- 2014 : It's Me - Thomas Quasthoff - Lieder

- 2010 : Thomas Quasthoff singt Opern-Arien

- 2010 : Tell It Like It Is

- 2009 : Best Of

- 2008 : Airs italiens

- 2008 : Haydn: Italian Arias

- 2007 : Thomas Quasthoff: The Jazz Album

- 2007 : Bach: Dialogkantaten (International Version)

- 2007 : Bach, J.S.: Dialogue Cantatas

- 2006 : Betrachte, meine Seel

- 2006 : The Mozart Album

## Sources
- (de) Cet article est partiellement ou en totalité issu de l’article de Wikipédia en allemand intitulé « Thomas Quasthoff » (voir la liste des auteurs).